# Kevin Lilliana Junaedy
Kevin Lilliana Junaedy (pronunciación en inglés: /ˈjun'ae'dy/; Bandung, Indonesia, 5 de enero de 1996) es modelo comercial de Indonesia, actriz, es una modelo y reina de belleza Indonesiana, ganadora de los títulos Puteri Indonesia Internacional 2017 y posteriormente, Miss Internacional 2017.

## Galeri

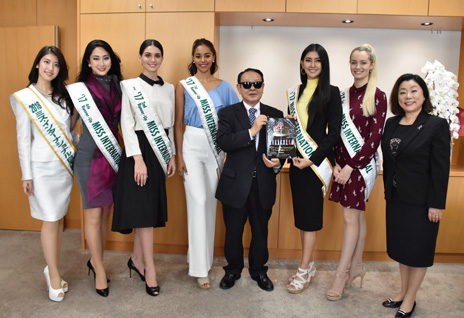
Lilliana after crowning as Miss Internacional 2017, together with Madame Akemi Shimomura, Senior Vice-Minister of Cabinet Office Mr. Fumiaki Matsumoto and the top 5 finalists.